# Стаев, Павел Степанович
Па́вел Степа́нович Ста́ев (13 марта 1870, Троян — 1951) — генерал-майор Российской императорской армии; участник Первой мировой войны; кавалер восьми орденов (в том числе ордена Святого Георгия 4-й степени) и обладатель Георгиевского оружия. В 1918 году добровольно поступил на службу в Рабоче-крестьянскую Красную армию.

## Биография
Родился 13 марта 1870 года в городе Троян. По вероисповеданию — православный. По национальности — болгарин.
Образование получил в Софийском военном училище. В Российской императорской армии с 27 октября 1890 года, в тот же день получил чин подпоручика. Служил в 1-й гренадерской артиллерийской бригаде. 27 октября 1894 года получил чин поручика. В 1896 году окончил Николаевскую академию Генерального штаба по первому разряду. 17 мая того же года «за отличные успехи в науках» получил чин штабс-капитана. Состоял при Московском военном округе. С 19 марта 1898 года по 29 сентября 1899 года был старшим адъютантом Гренадерского корпуса. 5 апреля 1898 года получил чин капитана. С 25 сентября 1899 года по 26 февраля 1902 года был обер-офицером для поручений при Московском военном округе. С 28 октября 1900 года по 16 ноября 1901 года отбывал цензовое командование ротой в 3-м гренадерском Перновском полку. С 26 февраля 1902 года по 20 октября 1904 года был штаб-офицером при штабе Московского военного округа. 14 апреля 1902 года получил чин подполковника. С 20 октября 1904 года по 21 июня 1907 года был старшим адъютантом штаба Московского военного округа. 2 апреля 1906 года получил чин полковника. С 21 мая по 1 октября 1907 года отбывал цензовое командование в 50-м пехотном Белостокском полку. С 21 июня 1907 года по 2 ноября 1911 года был начальником штаба 2-й гренадерской дивизии. С 2 ноября 1911 года был командиром 1-го лейб-гренадерского Екатеринославского полка, занимал эту должность в течение трёх лет и четырёх месяцев.
Участвовал в Первой мировой войне. 14 августа 1914 года во время боя близ деревни Гузовки получил тяжёлое ранение. За августовские бои удостоен Георгиевского оружия:
За то, что 13-го и 14-го августа 1914 года, командуя отрядом в составе около трех полков пехоты и дивизионом артиллерии, упорно оборонял позицию у д. Гузовки, а также, отбивая настойчивые повторные атаки превосходных сил противника, удержал позицию и отступил только по приказанию, вызванному глубоким обходом противника в тыл дивизии.
Во главе своего полка отличился в бою 18 декабря 1914 года, за что удостоен ордена Святого Георгия 4-го класса:
За то, что в бою 18-го декабря 1914 года у сел. Лопушно, командуя колонной в 4 батальона, перешел в контр-атаку, выбил штыками из леса и сел. Лопушно значительно сильнейшего противника и удержал за собой, как лес, так и самое селение. При этом взято в плен: 2 офицера, 133 нижних чина, пулеметы и, кроме того, до 300 трупов германцев осталось на месте боя.
20 февраля 1915 года получил чин генерал-майора с формулировкой «за отличие в делах». 4 марта 1915 года назначен генерал-квартирмейстером штаба 4-й армии, занимал эту должность в течение одного года и шести месяцев. С 18 сентября 1916 года по 1 октября 1917 года был командующим 1-й гренадерской дивизией. 1 октября 1917 года был отчислен от занимаемой должности из-за болезни и назначен в штаб Московского военного округа, где и состоял до демобилизации.
В 1918 году добровольно вступил в Рабоче-крестьянскую Красную армию. Состоял в комиссии по разработке уставов. 20 августа 1918 года был назначен помощником специального редактора военно-технической редакции литературного издательства отдельного Политического управления РВСР. 20 апреля 1920 года был назначен заведующим издательской частью Вестника при Главметалле. По состоянию на 1 марта 1923 года находился в той же должности.
Скончался в 1951 году и был похоронен на Введенском кладбище Москвы.
По состоянию на 1911 год был холост. На август 1914 года — женат, трое детей.

## Награды
- Орден Святого Георгия 4-й степени (17 апреля 1915)[1][5];
- Георгиевское оружие (5 мая 1915)[1];
- Орден Святого Владимира 3-й степени (6 декабря 1911) с мечами (27 октября 1914)[1];
- Орден Святого Владимира 4-й степени (1906)[1][5];
- Орден Святой Анны 1-й степени (18 сентября 1916)[1];
- Орден Святой Анны 3-й степени (1901)[1][5];
- Орден Святого Станислава 1-й степени (6 мая 1916)[1];
- Орден Святого Станислава 2-й степени (1904)[1][5];
- Орден Святого Станислава 3-й степени (1898)[1][5].